# Michelle Trachtenberg
Michelle Christine Trachtenberg, (født 11. oktober 1985 New York, død 26. februar 2025 sammesteds), var en amerikansk tv- og filmskuespiller, der bedst var kendt for sin rolle som lillesøster til Buffy, i tv-serien Buffy - Vampyrernes Skræk, og som Georgina Sparks i succes-serien Gossip Girl. Hun var også med i filmene Eurotrip (2004), Ice Princess (2005) og 17 again (2009).

## Karriere
Trachtenberg startede sin karriere i 1991 som barneskuespiller og var aktiv skuespiller frem til sin død i 2025.

### Filmografi
- Harriet the Spy (1996) – Harriet M. Welsch
- Ri¢hie Ri¢h's Christmas Wish (1998) – Gloria
- Inspector Gadget (1999) – Penny
- Can't Be Heaven (2000) – Julie
- EuroTrip (2004) – Jenny
- Mysterious Skin (2004) – Wendy
- Ice Princess (2005) – Casey Carlyle
- Beautiful Ohio (2006) – Sandra
- Black Christmas (2006) – Melissa
- Against the Current (2009) – Suzanne
- 17 Again (2009) – Maggie O'Donnell

### Tv-serier
- Law & Order, afsnit 27 (1991) – Dinah Driscoll
- Clarissa Explains It All, afsnit 66 (1993) – Elsie Soaperstein
- All My Children (1994) – Lilly Benton Montgomery
- The Adventures of Pete & Pete, afsnit 11, 16-17, 22, 26, 28-32 (1994-1996) – Nona Meckelberg
- Dave's World, afsnit 76 (1996) – Angela
- Space Cases, afsnit 20 (1996) – Spasmager
- Meego, afsnit 6 (1997) – Maggie Parker
- Guys Like Us, afsnit 3 (1998) – Katie
- Buffy - Vampyrernes Skræk, afsnit 79-145 (2000-2003) – Dawn Summers
- Best Week Ever, afsnit 15 (2004) –
- Six Feet Under, afsnit 42-43 og 46-47 (2004) – Celeste
- House M.D., afsnit 38 (2006) – Melinda Bardach
- Law & Order: Criminal Intent, afsnit 121 (2006) – Lisa Willow Tyler
- Gossip Girl, afsnit 15-18, 39-40 og 42 (2008-2009) – Georgina Sparks

### Tegnefilm
- Robot Chicken, afsnit 25-26 og 45 (2006-2007) – Dina Lohan/Rengøringskone/Konen
- Dragonlance: Drageskygger (2008) – Tika

## Død
Trachtenberg blev fundet livløs 26. februar 2025 og senere samme dag erklæret død på hospitalet. Dødsårsagen skyldtes komplikationer fra diabetes.